# Constantin I. Angelescu
Constantin I. Angelescu (uneori ortografiat Anghelescu) (n. 12 iunie 1869, Craiova – d. 14 septembrie 1948, București) a fost un politician, medic și profesor universitar român. A fost principalul reformator al școlii românești în perioada interbelică. A fost membru de onoare al Academiei Române, dar și membru fondator al Academiei de Științe din România.
Din 1901 până la sfârșitul perioadei interbelice, a fost deputat sau senator în toate legislaturile. Din ianuarie 1914 a fost membru al guvernului în repetate rânduri: în perioada 1914-1916 a fost ministru al Lucrărilor Publice, iar în perioadele 1918-1919, 1922-1928 și 1933-1937 a fost ministrul Instrucțiunii Publice. Între 30 decembrie 1933 și 3 ianuarie 1934 a fost Prim-ministru al României. A fost cel dintâi ministru plenipotențiar al României la Washington, începând cu ianuarie 1918.
După cel de-Al Doilea Război Mondial a prezidat Asociația de prietenie Româno-Americană.

## Anii de început
Constantin Angelescu s-a născut la 12 iunie 1869, în familia lui Dumitru Angelescu, negustor din Craiova și a Teodorei (născută Geblescu), a cărei familie era înrudită cu familia Craioveștilor.
După anii de învățătură la școala primară Obedeanu și la Liceul Carol I din Craiova, el a studiat medicina la Paris. 
În Franța s-a specializat în chirurgie în 1897. Revenit în țară, a fost medic chirurg la Spitalul Brâncovenesc, apoi la Filantropia. În 1903 a ajuns profesor universitar și director al Clinicii universitare de chirurgie. Prin căsătoria cu Virginia Constantinescu-Monteoru, fiica milionarului Grigore Monteoru, a devenit proprietarul stațiunii balneare Sărata Monteoru, al unor terenuri petrolifere, dar și a mai multor bunuri imobiliare din zona Buzău.

## Cariera politică
Ca ministru al Lucrărilor Publice în Guvernul Ion I.C. Brătianu, a fost însărcinat în mod deosebit, cu organizarea Serviciului Sanitar al Armatei Române, în preajma intrării României în conflagrația mondială. Partizan al aderării la Antantă, a suscitat supărarea prim-ministrului care l-a destituit, cu prilejul formării coaliției de uniune națională. În 1917, în perioada evacuării Parlamentului, Guvernului și a Familiei Regale la Iași, Angelescu a trăit pentru scurtă vreme în refugiu la Odesa, apoi a revenit în țară. În ianuarie-martie 1918 a fost numit de Brătianu cel dintâi ministru plenipotențiar al României la Washington. Apoi, în 1918 a fost vicepreședinte al Consiliului Național pentru Unitatea Românilor înființat de Take Ionescu la Paris.
Ulterior a fost ministrul Instrucțiunii Publice în guvernele prezidate de Ion I.C. Brătianu, I.G. Duca și Gherorghe Tătărescu, timp în care a efectuat reforme însemnate, în sensul modernizării învățământului în România, în continuarea celor inițiate în secolul precedent și la începutul veacului al XX-lea, de către mentorul și unchiul său prin alianță, Spiru Haret. Deviza sa era: „Școală cât mai multă! Școală cât mai bună! Școală cât mai românească!”. Textul constituțional cu privire la învățământ, așa cum a fost formulat la 29 martie 1923, se baza pe principiile libertății învățământului, a obligativității și gratuității învățământului primar.
În timpul mandatului său a fost adoptată Legea învățământului primar al statului și normal-primar din 26 iulie 1924, contribuind la unificarea și reformarea sistemului de învățământ din România Mare.
În anul 1925 a reinstituit examenul de Bacalaureat. Tot ca ministru al Instrucțiunii Publice, acesta a unificat și reformat sistemul de învățământ secundar, prin Legea învățământului secundar din 15 mai 1928.
Cu timpul, relațiile cu Ion I.C. Brătianu s-au ameliorat, Dr. Angelescu fiind alături de acesta în momentele de după tentativa de asasinat din 1904, dar și în ultimele ceasuri ale vieții în 1927, când a supravegheat îndeaproape tratamentul medico-chirurgical acordat demnitarului. 
După asasinarea premierului I.G. Duca, a fost vreme de patru zile Prim-ministru, fiind nevoit să cedeze locul lui Gheorghe Tătărescu. În cele din urmă, a acceptat să fie ministrul Educației Naționale în cabinetele conduse de Tătărescu.
În timpul Dictaturii regale a lui Carol al II-lea, în anii 1938-1940, Dr. Angelescu a fost ministru Secretar de Stat în Guvernul prezidat de Patriarhul Miron Cristea, dar și Consilier Regal. A fost unul dintre membrii Consiliului de Coroană prezidat de Carol al II-lea, care a votat pentru cedarea Basarabiei și nordului Bucovinei către Uniunea Sovietică, în urma ultimatumului dat României la 26 iunie 1940. Împreună cu Dinu Brătianu, s-a împotrivit acceptării Dictatului de la Viena.
Dr. Constantin Angelescu a fost vreme de 24 ani Președintele Ateneului Român (1923-1947), iar între 1941-1947 a fost Președinte al Ligii Culturale.
La 24 mai 1934 a fost ales membru de onoare al Academiei Române. Totodată, a fost membru fondator al Academiei de Științe din România.
După unele surse, în 1943, împreună cu Dr. Nicolae Lupu, a propus reacordarea dreptului medicilor evrei la liberă practică, drept ce le fusese luat prin legislația antisemită din anul 1940.
Dr. Constantin Angelescu a decedat la 14 septembrie 1948, la Spitalul francez Vincent de Paul din București. Moartea l-a scutit de arestare și trimitere în închisorile comuniste.

## Familia
A avut trei fiice (Elisabeta, Ioana și Elena), precum și trei fii (Grigore, Alexandru și Constantin).
Fiica sa, Elisabeta Angelescu, s-a căsătorit cu matematicianul Alexandru Ghika - fiul lui Grigore Ghika - fizician.  Fiica sa Ioana (Jeanne) Angelescu s-a căsătorit cu Ștefan Ghika-Budești, geolog, membru corespondent al Academiei Romane, fiul arhitectului Nicolae Ghika Budești. A treia fiică a Dr. Angelescu a fost Elena, căsătorită cu diplomatul George Valimarescu. 
Fiul său, Constantin C. Angelescu a fost profesor de drept constituțional și decan al Facultății de Drept a Universității din Iași. În anii represiunii staliniste a fost deportat la Canalul Dunăre-Marea Neagră. Fiica acestuia este Ioana Angelescu, angajată a postului de Radio Europa Liberă, căsătorită cu George Angelescu, muzician. 

## In memoriam
- Spitalul interdepartamental „Al. Sahia” din București a fost redenumit în amintirea sa, Spitalul „dr. Constantin Angelescu”.
- Liceul Tehnologic ”Dr. C. Angelescu” Găești.
- Un liceu teoretic la București și un colegiu agricol din Buzău îi poartă numele.
- Un liceu teoretic din Ianca (Brăila).
- Familia sa a înființat o fundație numită Școala Românească Constantin Angelescu